# 흑양자형기
흑양자형기(黑洋紫荊旗, 영어: Black Bauhinia Flag)는 2019년 홍콩 시위에서 날리는 기이다. 양자형은 홍콩의 기 도안으로도 쓰이는 홍콩의 상징 식물인데, 원래 홍콩의 기의 배경색을 검게 물들인 것이다. 죽어가는 홍콩 민주주의를 의미하기 위해 양자형 꽃잎이 시든 도안도 있다. 꽃잎이 시든 도안에서는 중국 본토를 상징하는 5개의 별을 삭제한다.
그 이외에도 영국령 홍콩의 기도 민주화 운동에 사용된다.

## 여러 가지 기

색상만 검게 바꾼 것
꽃잎이 시든 것
꽃잎이 말라죽은 것

## 같이 보기
- 광복홍콩, 시대혁명